# Povere creature!
Povere creature! (Poor Things) è un film del 2023 diretto da Yorgos Lanthimos.
Con protagonisti Emma Stone, Mark Ruffalo, Willem Dafoe, Ramy Youssef e Jerrod Carmichael, la pellicola è l'adattamento cinematografico dell'omonimo romanzo del 1992 scritto da Alasdair Gray.
Il film è stato presentato in concorso all'80ª Mostra internazionale d'arte cinematografica di Venezia, dove si è aggiudicato il Leone d'oro al miglior film; successivamente si aggiudica quattro premi Oscar (miglior attrice a Emma Stone, migliore scenografia, migliori costumi e miglior trucco e acconciatura) e due Golden Globe (miglior film commedia o musicale e migliore attrice in un film commedia o musicale ad Emma Stone).

## Trama
Nella Londra vittoriana una giovane donna incinta si uccide buttandosi nel Tamigi. Tempo dopo, lo studente di medicina Max McCandles viene invitato dall'eccentrico chirurgo Godwin "God" Baxter, che ha il volto e il corpo sfigurati dagli esperimenti ai quali il padre lo sottopose da piccolo, a collaborare a un esperimento: monitorare i miglioramenti di Bella Baxter, la donna che si era gettata nel Tamigi e cui lui, dopo averla recuperata dal fiume, ha impiantato il cervello del bimbo che aspettava e che era sopravvissuto.
Bella progredisce rapidamente e dimostra un grande interesse per il mondo esterno nonché una spiccata libido, così Baxter decide di darla in sposa a Max, che intanto si è innamorato di lei. Quando però l’uomo, al fine di stipulare un contratto pre-matrimoniale, invita in casa il donnaiolo avvocato Duncan Wedderburn, Bella, spinta dalla voglia di conoscere il mondo, decide di seguirlo in un suo viaggio ed al vecchio Baxter (affezionatosi a lei come una figlia) non resta che concederglielo, non volendola privare del libero arbitrio.
Insieme a Duncan, Bella esplora la propria sessualità e l'Europa, ma (dato che la giovane è sempre più ribelle e anticonvenzionale) Duncan, trasformatosi in ciò che ha sempre odiato, cioè un amante appiccicoso e geloso, la porta in crociera, sperando così di poterla controllare. Durante la navigazione Bella incontra Martha e Harry che, con disappunto dell'avvocato, la introducono alla filosofia; inoltre, ad Alessandria, Harry, invidioso dell’innocenza di Bella, le mostra la povertà e le disparità sociali al punto che lei, distrutta da tale visione, decide di donare ai poveri tutti i soldi di Duncan. I due, non potendosi più permettere la crociera, vengono fatti sbarcare a Marsiglia, da dove raggiungono Parigi: al fine di raggranellare i soldi per un albergo, Bella va a lavorare al bordello di Madame Swiney, causando a Duncan un crollo nervoso. 
Mentre a Londra Baxter (che ha scoperto di avere un cancro in fase terminale) e Max ripetono l’esperimento su un’altra giovane di nome Felicity, la quale si sviluppa molto lentamente, a Parigi Bella continua a lavorare come prostituta, scoprendo molto sul mondo e sulle persone. Inoltre, grazie all'amica e collega Toinette, scopre il socialismo e apprende di aver avuto un figlio (la donna le rivela che la cicatrice che ha sulla pancia è inequivocabilmente dovuta ad un taglio cesareo). È così che Bella ritorna a Londra, si riappacifica con God, decide di diventare medico e accetta di sposare Max. Il giorno delle nozze, però, il generale Alfie Blessington, rintracciato da Duncan che è in cerca di vendetta, irrompe in chiesa reclamando la donna: Bella, infatti, è in realtà sua moglie Victoria. 
Bella, incuriosita dal presunto marito e sempre bramosa di nuove esperienze, accetta di tornare a casa con lui, abbandonando nuovamente Max. In breve tempo, Bella si rende conto che era stato proprio il carattere tirannico e sadico di Alfie a spingere Victoria al suicidio e così, dopo aver origliato una conversazione in cui Alfie ordina al medico di mutilarla a livello genitale per tarpare la sua dirompente sessualità, la donna si ribella all'uomo, gettandogli addosso il calice di cloroformio, facendolo addormentare dopo essersi sparato accidentalmente a un piede. 
Avendo però aspirazioni di medico, Bella porta Alfie al gabinetto di God, che nel frattempo è morto; insieme a Max, ferma l'emorragia salvando la vita all'uomo, ma al contempo scambia il suo cervello con quello di una capra. Bella, Max, Felicity, Toinette, la loro cameriera e Alfie-capra continuano quindi lo studio della medicina chirurgica e dell'anatomia iniziato da God e permettono anche agli altri di vivere la propria vita come meglio credono.

## Produzione

### Sviluppo
Il suo sviluppo iniziò già nel 2009, quando Lanthimos si recò in Scozia per discutere con l'autore Alasdair Gray l'acquisizione dei diritti di Povere Creature!. «Era un uomo molto adorabile», ha detto Lanthimos. «Sfortunatamente, è morto solo un paio d'anni prima che girassimo il film, ma era una persona davvero speciale ed energica. Aveva 80 anni quando ci siamo incontrati, e appena sono arrivato mi disse: "Ho fatto mettere il DVD di Dogtooth da un mio amico, perché non so come far funzionare queste cose, ma penso che tu abbia molto talento, giovanotto"». Lanthimos ha raccontato che Gray lo portò in un tour personale di Glasgow, mostrandogli diversi luoghi che aveva incorporato nella storia.
Il progetto è stato annunciato nel febbraio 2021. Il cui budget è stato di 35 milioni di dollari,

### Riprese
Le riprese del film sono iniziate nell'agosto 2021 in Ungheria e sono terminate a dicembre dello stesso anno.

## Promozione

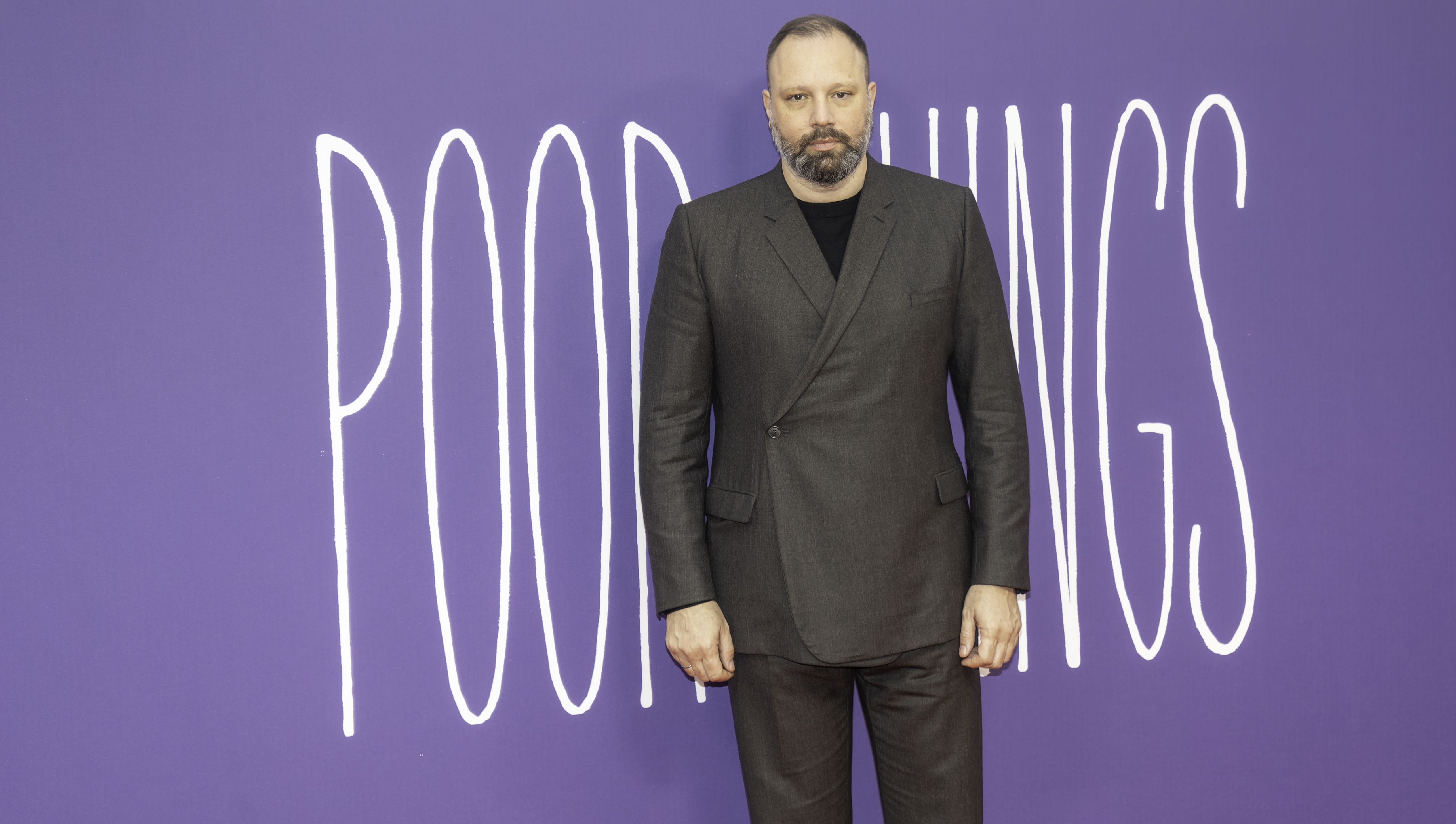
Il regista Yorgos Lanthimos al BFI London Film Festival 2023.

Il primo trailer del film è stato diffuso l'11 maggio 2023.

## Distribuzione
La pellicola è stata presentata in concorso all'80ª Mostra internazionale d'arte cinematografica di Venezia il 1º settembre 2023 e distribuita nelle sale cinematografiche statunitensi a partire dall'8 dicembre 2023 e in quelle italiane dal 25 gennaio 2024.

### Divieti
Negli Stati Uniti il film è stato vietato ai minori di 17 anni non accompagnati da adulti per la presenza di "forte e pervasivo contenuto sessuale, nudità, sangue, materiale disturbante e linguaggio scurrile"; in Italia invece è vietato ai minori di 14 anni.

### Edizione italiana
L'edizione italiana del film è stata curata dalla Disney Character Voices International con la supervisione di Lavinia Fenu. La direzione del doppiaggio è stata opera di Alessio Maria Bianchi, assistito da Lavinia Algranati, mentre i dialoghi sono stati adattati da Barbara Bregant. Il doppiaggio italiano e la sonorizzazione della pellicola, invece, sono stati eseguiti dalla Dubbing Brothers Int. Italia.

## Accoglienza

### Incassi
Il film ha incassato 34553225 $ in Nord America e 83072230 $ nel resto del mondo, per un totale di 117625455 $. In Italia ha incassato 9282712 € con 1302319 presenze.

### Critica
Il film ha ottenuto recensioni positive da parte della critica, in modo particolare per regia, sceneggiatura e la recitazione di Emma Stone. Sull'aggregatore Rotten Tomatoes il film riceve il 92% delle recensioni professionali positive con un voto medio di 8,5 su 10 basato su 380 recensioni. Su Metacritic ottiene un punteggio di 88 su 100 basato su 62 critiche. Il film è stato considerato tra i migliori film del 2023, venendo classificato 1º da Variety e da Best Movie, 2º da The Hollywood Reporter, 4º da Rolling Stone, 7º dal The Guardian, e 10º dal Los Angeles Times.
Peter Bradshaw del The Guardian ha assegnato al film cinque stelle su cinque, scrivendo che è stato realizzato «da un gruppo di talenti d'élite» che ha generato un film in cui «ogni fotogramma, ogni immagine, ogni battuta, ogni performance suscita un sussulto di eccitazione», mentre la recitazione della Stone risulta «straordinaria ed esilarante». Stephanie Zacharek del Time lo ha descritto come «il miglior film di Lanthimos finora», in cui è stato in grado di dare «un'immagine straniante e splendida che offre la propria generosità sia ai suoi personaggi che al pubblico». Guy Rodgers di Variety ne elogia la scenografia.
Justin Chang del Los Angeles Times lo descrive come un «ambizioso mix di commedia e orrore, tenuto insieme da un narratore elegante e untuoso» ed elogia la recitazione di Stone. In riferimento alla recitazione di Stone, David Rooney del The Hollywood Reporter la definisce un'«interpretazione impavida», che «traccia un arco di espansione che la maggior parte degli attori potrebbe solo sognare», mentre Geoffrey Macnab del The Independent scrive che «Stone offre sicuramente l'interpretazione più ardita della sua carriera fino ad ora, in un ruolo che la mette a dura prova dal punto di vista fisico e psicologico».

## Riconoscimenti
- 2024 – Premio Oscar[39][2]
  - Miglior attrice a Emma Stone
  - Miglior scenografia a James Price, Shona Heath e Zsuzsa Mihalek
  - Migliori costumi a Holly Waddington
  - Miglior trucco e acconciatura a Nadia Stacey, Mark Coulier e Josh Weston
  - Candidatura al miglior film
  - Candidatura al miglior regista a Yorgos Lanthimos
  - Candidatura alla miglior sceneggiatura non originale a Tony McNamara
  - Candidatura al miglior attore non protagonista a Mark Ruffalo
  - Candidatura al miglior montaggio a Giōrgos Mauropsaridīs
  - Candidatura alla miglior fotografia a Robbie Ryan
  - Candidatura alla miglior colonna sonora a Jerskin Fendrix
- 2024 – Golden Globe[40][3]
  - Miglior film commedia o musicale
  - Migliore attrice in un film commedia o musicale a Emma Stone
  - Candidatura al miglior regista a Yorgos Lanthimos
  - Candidatura al miglior attore non protagonista a Willem Dafoe
  - Candidatura per il miglior attore non protagonista a Mark Ruffalo
  - Candidatura alla migliore sceneggiatura a Tony McNamara
  - Candidatura alla migliore colonna sonora originale a Jerskin Fendrix
- 2023 – Gotham Independent Film Awards[41]
  - Candidatura per il miglior film internazionale
- 2023 – Los Angeles Film Critics Association[42]
  - Miglior protagonista a Emma Stone
  - Miglior fotografia a Robbie Ryan
- 2023 – Mostra internazionale d'arte cinematografica[1]
  - Leone d'oro al miglior film
  - Premio UNIMED (Unione delle Università del Mediterraneo)
- 2023 – National Board of Review[43]
  - Migliori dieci film dell'anno
  - Miglior attore non protagonista a Mark Ruffalo
  - Miglior sceneggiatura non originale a Tony McNamara
- 2024 – ASC Awards[44]
  - Candidatura per la miglior fotografia a Robbie Ryan
- 2024 – British Academy Film Awards[45][46]
  - Migliore attrice protagonista a Emma Stone
  - Migliori costumi a Holly Waddington
  - Miglior trucco e acconciatura
  - Miglior scenografia
  - Migliori effetti speciali
  - Candidatura al miglior film
  - Candidatura al miglior film britannico
  - Candidatura alla migliore sceneggiatura non originale a Tony McNamara
  - Candidatura alla migliore fotografia a Robbie Ryan
  - Candidatura al miglior montaggio a Giōrgos Mauropsaridīs
  - Candidatura alla migliore colonna sonora a Jerskin Fendrix
- 2024 – Critics' Choice Awards[47][48]
  - Miglior attrice a Emma Stone
  - Candidatura al miglior film
  - Candidatura al miglior attore non protagonista a Mark Ruffalo
  - Candidatura al miglior regista a Yorgos Lanthimos
  - Candidatura alla miglior sceneggiatura non originale a Tony McNamara
  - Candidatura alla miglior fotografia a Robbie Ryan
  - Candidatura alla miglior scenografia a James Price, Shona Heath e Szusza Mihalek
  - Candidatura al miglior montaggio a Giōrgos Mauropsaridīs
  - Candidatura ai migliori costumi a Holly Waddington
  - Candidatura per il miglior trucco e acconciatura
  - Candidatura per i migliori effetti visivi
  - Candidatura al miglior film commedia
  - Candidatura alla miglior colonna sonora a Jerskin Fendrix
- 2024 – Directors Guild of America Award[49]
  - Candidatura alla miglior regia a Yorgos Lanthimos
- 2024 – National Film Awards[50]
  - Candidatura per la miglior attrice a Emma Stone
  - Candidatura per il miglior film britannico
  - Candidatura per il miglior regista a Yorgos Lanthimos
- 2024 – Producers Guild of America Awards[51]
  - Candidatura al miglior film
- 2024 – Satellite Award[52]
  - Candidatura al miglior film commedia o musicale
  - Candidatura alla miglior attrice in un film commedia o musicale a Emma Stone
  - Candidatura al miglior attore non protagonista a Mark Ruffalo
  - Candidatura al miglior regista a Yorgos Lanthimos
  - Candidatura alla miglior sceneggiatura non originale a Tony McNamara
  - Candidatura alla miglior colonna sonora originale a Jerskin Fendrix
  - Candidatura al miglior montaggio a Giōrgos Mauropsaridīs
  - Candidatura ai migliori costumi a Holly Waddington
- 2024 – Screen Actors Guild Award[53]
  - Candidatura alla migliore attrice cinematografica a Emma Stone
  - Candidatura al miglior attore non protagonista cinematografico a Willem Dafoe